# Louis Wolfson
Louis Wolfson (Nueva York, 1931) es un autor estadounidense que escribe en idioma francés. Se le ha tratado por esquizofrenia desde su infancia y no soporta escuchar o leer su lengua materna, el inglés. Por esta razón, ha inventado un procedimiento que consiste en traducir inmediatamente todo aquello que se le diga en inglés a frases formadas a partir de palabras extranjeras, que han de poseer el mismo sonido y el mismo sentido. Ha vivido en Nueva York y después, tras la muerte de su madre, en Montreal. Desde noviembre de 1994 vive en Puerto Rico, donde se hizo millonario el 9 de abril de 2003 al ganar el primer premio en una lotería electrónica. 

## Biografía
A Louis Wolfson se le diagnosticó precozmente esquizofrenia. Su madre lo internó durante su adolescencia en varias instituciones psiquiátricas, donde sufrió tratamientos violentos, principalmente por medio de electroshocks. De este periodo heredará un rencor y una desconfianza excepcionales hacia la especie humana, además de un odio visceral hacia su lengua materna, la cual se niega a utilizar. Por ello, aprende varias lenguas extranjeras (principalmente el francés, el alemán, el hebreo y el ruso) y después, se acostumbra a traducir espontáneamente a una mezcla de todas ellas, —según un procedimiento de extrema sofisticación— aquello que se le dice en inglés.
En 1963 envía a Gallimard un manuscrito donde expone (en francés) los principios de su sistema lingüístico y el uso cotidiano que hace de él. Le schizo et les langues  se publica en 1970, y de entrada obtiene un inmenso éxito de crítica, principalmente gracias al prefacio de Gilles Deleuze. Siete años más tarde, en 1977, la madre de Louis Wolfson muere a causa de un tumor ovárico. El autor, libre de toda tutela, deja Nueva York y se instala en Montreal en 1984. Allí empieza a escribir una crónica de los últimos meses de la vida en común de ambos, marcada por la agonía de su madre y, en lo que a él respecta, por su obsesión por apostar en carreras de caballos. El texto (Ma mère, musicienne, est morte... ) recupera el humor y la lengua sorprendente de Le Schizo et les langues , pero se carga también del drama de la enfermedad. Dicho libro (publicado en 1984 por la editorial Navarin) acabó resultando imposible de encontrar, por lo que Louis Wolfson creó una nueva versión durante el año 2011, ya en Puerto Rico. 

## Publicaciones
- Le Schizo et les langues, prefacio de Gilles Deleuze, París, Gallimard, «Connaissance de l'inconscient», 1970, ISBN 2-07-027436-5 (reeditado en 1987)
- Ma mère, musicienne, est morte de maladie maligne mardi à minuit au milieu du mois de mai mille977 au mouroir Memorial à Manhattan, París, Navarin, «Bibliothèque des Analytica», 1984 ISSN 0756-273X.
- Ma mère, musicienne, est morte de maladie maligne à minuit, mardi à mercredi, au milieu du mois de mai mille977 au mouroir Memorial à Manhattan, nueva versión. Le Rayol, Francia, Éditions Attila, colección «Lupin», 2012, 302 p. ISBN 978-2-917084-47-2.
- «L'épileptique sensoriel schizophrène et les langues étrangères, ou Point final à une planète infernale», en Change, octubre de 1977, (reajustes y ampliaciones a Le Schizo et les langues)